# Partito dei Liberi Egiziani
Il Partito dei Liberi Egiziani (in arabo حزب المصريين الأحرار‎?, Ḥizb al-Miṣrīyyīn al-aḥrār), è un partito politico liberale egiziano, fondato dopo lo scoppio della Rivoluzione egiziana del 2011. Il 3 aprile 2011, l'ingegnere e magnate Naguib Sawiris e un gruppo di intellettuali e di attivisti politici hanno annunciato la costituzione del partito e hanno comunicato il programma e gli obiettivi del partito e le sue finalità nel corso di una conferenza svolta nell'Aljazeraa Youth Center. Altri membri di rilievo sono lo scienziato egitto-statunitense Fārūq al-Bāz, il poeta Aḥmad Fuʾād Nagm, lo scrittore Gamāl al-Ghīṭānī e l'imprenditore impegnato nel campo delle telecomunicazioni Khālid Bishāra.

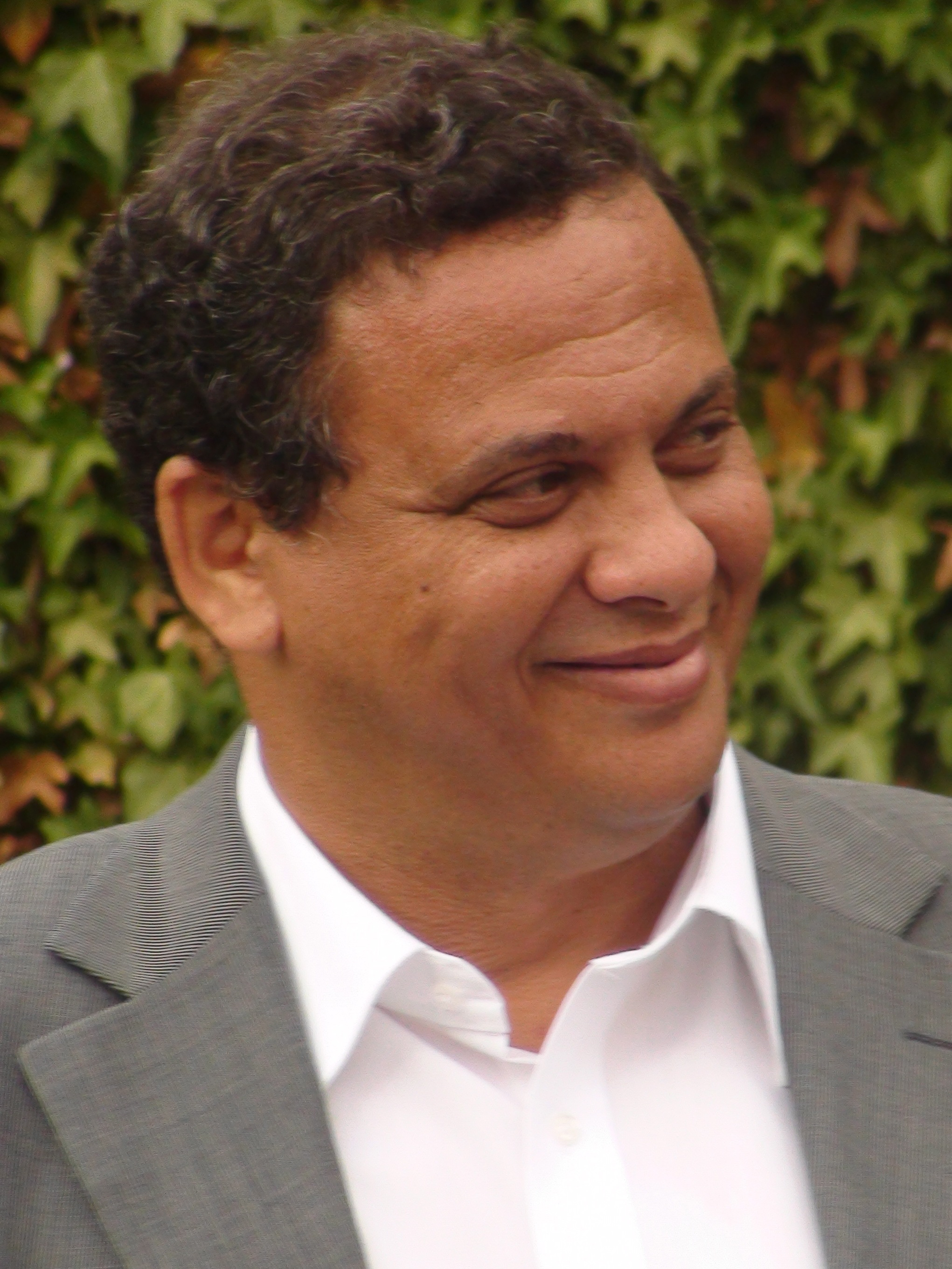
Aḥmad Ḥasan Saʿīd

Nel luglio del 2011 si manifestarono diversità di vedute all'interno del giovanissimo partito. Una corrente, chiamata "Gruppo dei 17" accusò la leadership nazionale di metodi antidemocratici per la sua scelta di leader locali nel Governatorato di Damietta e di aver tollerato l'ingresso di vecchi membri del Partito Nazionale Democratico, il partito praticamente unico, emanazione del Presidente deposto Mubārak, e del suo regime. Cinque dei dissidenti erano stati esclusi dal nuovo partito ed erano stati etichettati come "creatori di disordine" dal partito stesso.
Dalla sua fondazione il 16 agosto 2011, il Partito dei Liberi Egiziani è stato una componente integrale del Blocco Egiziano, un cartello elettorale composto da vari partiti per opporsi alla Fratellanza musulmana, indicata come probabile vincitrice delle elezioni parlamentari indette dapprima per settembre e svoltesi poi a novembre del 2011, per difendere i valori del secolarismo egiziano e della società civica.